# Alice Helps the Romance
Alice Helps the Romance é um curta-metragem de animação estadunidense de 1926, lançado como parte da série Alice Comedies.